# Ruch Naprawy Polski
Ruch Naprawy Polski (RNP) – polska prawicowa partia polityczna zarejestrowana 21 kwietnia 2023. Do 26 czerwca 2023 nosiła nazwę Akcja Wyborcza Polaków (AWP).

## Historia
6 lutego 2023, w dniu wyrejestrowania kierowanej przez Romualda Starosielca partii Jedność Narodu, zgłoszono do rejestracji partię Akcja Wyborcza Polaków, której prezesem została Magdalena Koroblewska (wraz z nią wnioskodawcami byli Jan Szczegielniak i Jarosław Kuprjanowicz). Sąd wpisał ugrupowanie do ewidencji 21 kwietnia 2023. 27 maja tego samego roku zorganizowano Kongres Naprawy Polski, na którym gościł prezes NIK Marian Banaś. Przemawiali także m.in. Dariusz Grabowski (skarbnik partii Ruch Jedności Polaków), Romuald Starosielec, Stanisław Kluza, Gabriel Janowski, Andrzej Sadowski i Tadeusz Wilecki. Na zgromadzeniu ogólnym 26 czerwca AWP przemianowała się na Ruch Naprawy Polski, a jej prezesem został Romuald Starosielec. Wśród koordynatorów okręgowych znaleźli się m.in. Paweł Połanecki (były prezes JN i radny II kadencji sejmiku mazowieckiego), Andrzej Nastała (prezes RJP), Grzegorz Andrysiak (członek prezydium ZZR „Samoobrona”) czy Adam Czeczetkowicz (znany z wypromowania Krzysztofa Kononowicza).
W wyborach parlamentarnych w 2023 RNP zarejestrował listę kandydatów do Sejmu w okręgu siedlecko-ostrołęckim. Otworzył ją Nabil Malazi (wcześniej wiceprzewodniczący niezarejestrowanej partii Mateusza Piskorskiego Zmiana i Polski Patriotycznej). Partia wystawiła także kandydatów do Senatu w trzech okręgach – w lubelskim, kutnowskim i ostrowieckim. Z ramienia RNP wystartowała jedna członkini tej partii oraz osoby bezpartyjne. Lista RNP do Sejmu otrzymała 823 głosy (dało to 0,15% w skali okręgu i 0% w skali kraju oraz w obu przypadkach ostatnie miejsce). Kandydaci do Senatu zajęli ostatnie miejsca w okręgach (oddano na nich 15 236 głosów).
W wyborach samorządowych w 2024 Ruch Naprawy Polski wystawił kandydatów do sejmików siedmiu województw (w tym we wszystkich okręgach w mazowieckim i świętokrzyskim) oraz do rady powiatu łomżyńskiego i kilkunastu rad gmin. Oprócz tego przedstawiciele partii zostali kandydatami na burmistrzów w dwóch gminach, a prezes Romuald Starosielec kandydatem na prezydenta Warszawy. W wyborach do sejmików RNP otrzymał 34 457 głosów (0,24% w skali kraju), w województwie świętokrzyskim uzyskując powyżej 1% poparcia. Komitet zdobył 6 mandatów w radach gminnych. W wyborach na prezydenta Warszawy Romuald Starosielec zajął ostatnie, 6. miejsce. Kandydaci RNP na burmistrzów również nie zostali wybrani.
W wyborach do Parlamentu Europejskiego w 2024 ugrupowanie zarejestrowało listy w niestołecznym okręgu mazowieckim i w okręgu górnośląskim. Oprócz otwierającego listę mazowiecką Romualda Starosielca i startującego na Śląsku członka Samoobrony, na listach znalazły się osoby bezpartyjne. Na listy RNP oddano 4737 głosów (0,04% w skali kraju i przedostatnie miejsce; lista na Śląsku otrzymała 0,25%, a na Mazowszu 0,2% głosów).
W wyborach prezydenckich w 2025 komitet zgłosił prezes partii Romuald Starosielec, który w listopadzie 2024 wygrał prawybory wśród szeregu środowisk pozaparlamentarnych. Nie uzyskał on jednak wystarczającej do startu liczby prawidłowych podpisów.

## Program
RNP opowiada się za wyborem parlamentarzystów oraz władz samorządowych i sądowniczych w wyborach większościowych i możliwością ich odwołania, zwiększenie demokracji bezpośredniej, wprowadzenie powszechnego samorządu gospodarczego, zniesieniem „systemu powszechnej kontroli i inwigilacji obywateli”, upowszechnieniem wśród obywateli własności, powołaniem Komisji Edukacji Narodowej w miejsce ministerstwa edukacji, wprowadzeniem bonu edukacyjnego, reformą finansów państwa, zachowaniem suwerenności polskiej waluty, działaniami prowadzącymi do oddłużenia obywateli, zniesieniem podatków PIT i CIT i wprowadzeniem podatku przychodowego, reformą systemu emerytalnego, socjalnego i świadczeń zdrowotnych, ustawowym zakazem sprzedaży ziemi i lasów, łagodzeniem konfliktów międzynarodowych, powołaniem Unii Państw Środkowoeuropejskich, „odzyskaniem suwerenności zewnętrznej” Polski, rozwojem WOT, odbudową obrony cywilnej, oparciem energetyki na polskim kapitale, zwielokrotnieniem wydatków na szkolnictwo wyższe i badania naukowe oraz wprowadzeniem projektu „Wielki Powrót” otwierającemu drogę do powrotu do Polski przymusowych emigrantów. Sprzeciwia się schemizowanej żywności oraz opowiada się za tym, by podstawą polskiej gospodarki były indywidualne gospodarstwa rolne.

## Wyniki wyborcze

### Wybory parlamentarne
| Wybory | Sejm   | Sejm       | Sejm  | Sejm    | Sejm    | Senat   | Senat   |
| Wybory | Głosy  | Głosy      | Głosy | Mandaty | Mandaty | Mandaty | Mandaty |
| Wybory | Liczba | %          | +/−   | Liczba  | +/−     | Liczba  | +/−     |
| ------ | ------ | ---------- | ----- | ------- | ------- | ------- | ------- |
| 2023   | 823    | 0,00 (12.) | –     | 0/460   | –       | 0/100   | –       |

### Wybory do Parlamentu Europejskiego
| Wybory | Głosy  | Głosy      | Głosy | Mandaty | Mandaty |
| Wybory | Liczba | %          | +/−   | Liczba  | +/−     |
| ------ | ------ | ---------- | ----- | ------- | ------- |
| 2024   | 4737   | 0,04 (10.) | –     | 0/53    | –       |